# Hagi (Yamaguchi)
Hagi (萩市 Hagi-shi?) es una ciudad localizada en la prefectura de Yamaguchi, Japón. En junio de 2019 tenía una población estimada de 45.696 habitantes y una densidad de población de 65,4 personas por km². Su área total es de 698,31 km².
La ciudad fue fundada el 1 de julio de 1932. Ha sufrido diversos cambios territoriales y fusiones con otras localidades en su historia, siendo la última en 2005 con la absorción de los pueblos de Susa y Tamagawa y las villas de Asahi, Fukue, Kawakami y Mutsumi.

## Historia

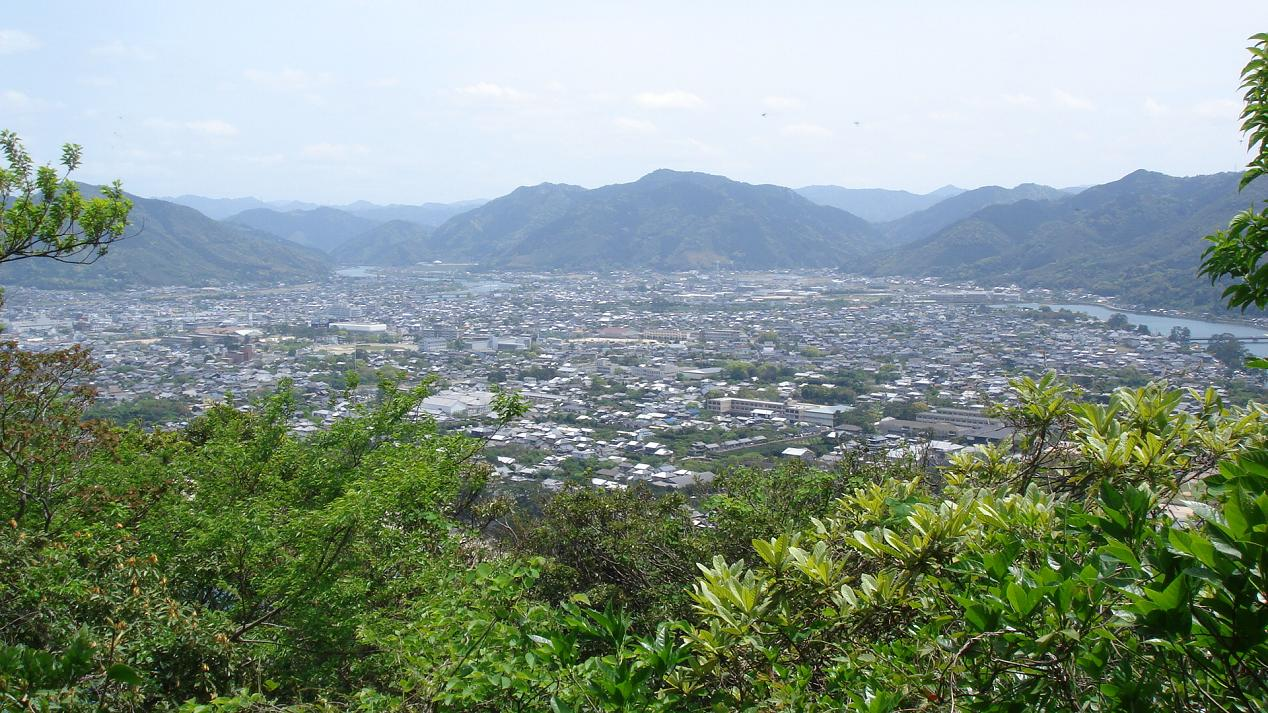
Vista de la ciudad de Hagi.

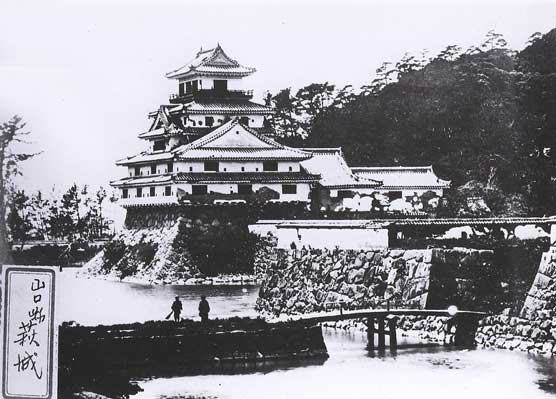
Castillo Hagi antes de su desmantelamiento.

Durante el shogunato Ashikaga la zona fue regida por el clan Ōuchi, descendientes de la familia real de Baekje de la península de Corea. La hegemonía del clan fue eclipsada por el clan Mōri hacia 1560, quienes se convirtieron en daimyō del dominio de Chōshū durante la era Edo. Hacia 1608 se construyó el Castillo Hagi y se constituyó en la capital del dominio. 
Durante el Bakumatsu y la Restauración Meiji, Hagi tuvo una significancia política en el país cuando el dominio de Chōshū se constituyó en uno de los elementos que causó el colapso del shogunato Tokugawa y en el establecimiento del gobierno Meiji. Hagi fue lugar de nacimiento del primer primer ministro de Japón Ito Hirobumi y de otros premieres como Katsura Taro, Tanaka Giichi y Yamagata Aritomo.
Hacia 1874 el Castillo Hagi fue desmantelado y en 1876 ocurrió una rebelión de antiguos samuráis que desafiaron sin éxito ante el gobierno Meiji, conocido como la rebelión de Hagi.

## Geografía
Hagi tiene costa con el mar de Japón al norte y lo rodean las ciudades de Nagato al oeste, Yamaguchi y Mine al sur, y la prefectura de Shimane al este. El distrito de Abu, al noreste, está arrinconada por la ciudad de Hagi.
Posee algunas islas pequeñas en la costa norte como el Mishima (7,73 km²), Ōshima (3 km²), Aishima (2,48 km²), entre otras. La altura máxima de la ciudad es el Monte Kō con 532,8 m de altura.

### Localidades circundantes
- Prefectura de Yamaguchi
  - Abu
  - Mine
  - Nagato
  - Yamaguchi
- Prefectura de Shimane
  - Masuda
  - Tsuwano

## Demografía
Según los datos del censo japonés, esta es la población de Hagi en los últimos años.
| Año del censo | Población |
| ------------- | --------- |
| 1995          | 65.293    |
| 2000          | 61.745    |
| 2005          | 57.990    |
| 2010          | 53.747    |
| 2015          | 49.560    |

## Cultura
Hagi es conocida por ser lugar de confección de la cerámica de estilo Hagi-yaki, instaurado en 1604 cuando Mōri Terumoto trajo dos artesanos de Corea.

## Lugares de interés
- Castillo Hagi (ruinas)
- Jōkamachi (ciudad feudal) del Castillo Hagi - barrio de Sakuya-yokochō, etc.
- Santuario Shōin
- Shōka-sonjuku
- Sakugahama
- Horno de reverbero de Hagi
- Meirinkan
- Antigua residencia de Ito Hirobumi
- Monte Kasa
- Monte Tatoko
- Carne de Mishima
- Museo Público de Bellas Artes de la Prefectura de Yamaguchi en Hagi
- Museo de Hagi
- Hagi-onjin Onsen
- Abugawa Onsen
- Monte Kō

## Ciudades hermanadas

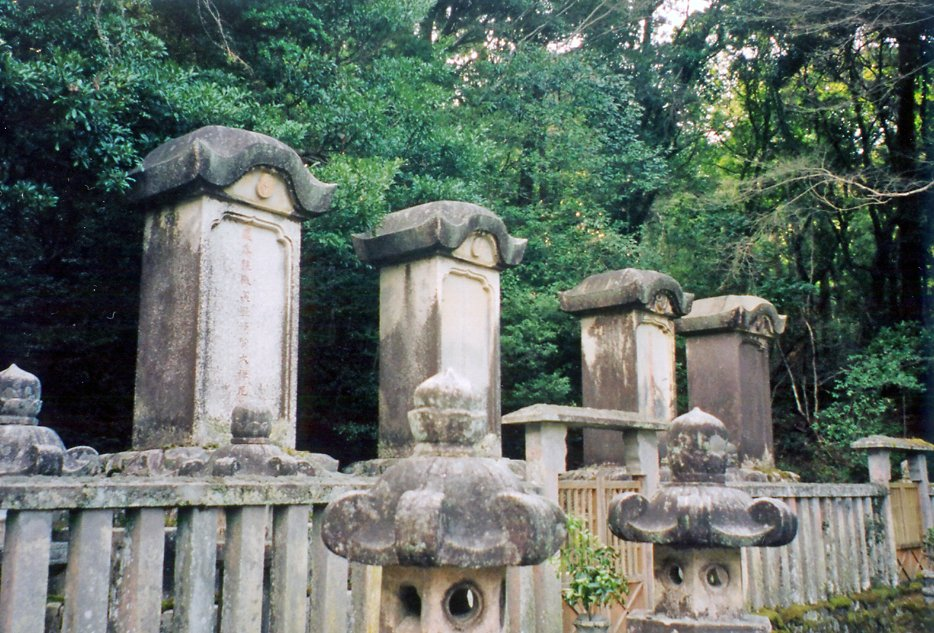
Cementerio feudal del clan Mōri.

Takaoka están hermanadas con las siguientes ciudades:
- Maebashi, Japón
- Kamakura, Japón
- Shimoda, Japón
- Wajima, Japón
- Ulsan, Corea del Sur
- Yeongam, Corea del Sur
- Ühlingen-Birkendorf, Alemania